# Högstrand
Högstrand este o arie protejată (arie specială de conservare — SAC, sit de importanță comunitară — SCI) din Suedia întinsă pe o suprafață de 46,1 ha, integral pe uscat.

## Localizare
Centrul sitului Högstrand este situat la coordonatele 61°13′16″N 13°13′41″E / 61.2212°N 13.228°E.

## Înființare
Situl Högstrand a fost declarat sit de importanță comunitară în aprilie 2003 pentru a proteja 1 specie de plante. Situl a fost protejat și ca arie specială de conservare în martie 2011.

## Biodiversitate
Situată în ecoregiunea boreală, aria protejată conține 4 habitate naturale: Păduri fino-scandinave bogate în ierburi cu Picea abies, Taiga vestică, Păduri caducifoliate de mlaștină fino-scandinave, Mlaștini împădurite.
La baza desemnării sitului se află o specie protejată de  plante: papucul doamnei (Cypripedium calceolus).